# 蒂纳霍
蒂纳霍（西班牙語：Tinajo），是西班牙加那利群岛拉斯帕尔马斯省的一个市镇，位于兰萨罗特岛的西北部。总面积135平方公里，总人口6119人（2018年），人口密度45人/平方公里。